# Neil Dewar
Neil Hamilton Dewar (* 11. November 1908 in Lochgilphead, Argyllshire; † 10. Januar 1982 ebenda) war ein  schottischer Fußballspieler. Der Stürmer spielte bei Profiklubs in Schottland und England und kam in der schottischen Nationalmannschaft zu drei Einsätzen.

## Karriere
Dewar wuchs im Fischerdorf Lochgilphead am Loch Fyne auf und begann seine Profikarriere 21-jährig beim schottischen Zweitligisten Third Lanark. 1931 stieg er mit Lanark in die höchste schottische Spielklasse auf und belegte auf Anhieb Platz 4. Im Januar 1933 verließ Dewar, nach 120 Toren in vier Spielzeiten, seine schottische Heimat und wechselte für 5000 £ nach England zu Manchester United in die Football League Second Division. Bis zum Ende des Jahres erzielte er in 36 Ligaeinsätzen 14 Tore, bevor er im Dezember 1933 im Tausch gegen Jack Ball zu Sheffield Wednesday in die First Division transferiert wurde.
Während er 1935 mit Sheffield noch den dritten Tabellenrang belegte, verschlechterten sich die Platzierungen in den beiden folgenden Jahren dramatisch. 1936 wurde man Drittletzter, 1937 stieg man als Tabellenletzter aus der höchsten englischen Spielklasse ab und Dewar kehrte nach 84 Einsätzen zu seinem ersten Profiverein Third Lanark zurück. 1940 trat er vom aktiven Fußballsport zurück.
1932 brachte es Dewar auf drei Länderspiele für die schottische Nationalmannschaft. Sein Debüt gab er am 9. April 1932 im Rahmen der British Home Championship 1932 gegen England (Endstand 0:3). Einen Monat später erzielte er in einem Freundschaftsspiel gegen Frankreich im Stade Olympique de Colombes einen lupenreinen Hattrick beim 3:1-Erfolg seines Landes. Auch bei seinem dritten und zugleich letzten Länderspiel im Oktober 1932 steuerte er einen Treffer bei, seine Landesauswahl unterlag allerdings Wales im Rahmen der British Home Championship 1933 deutlich mit 2:5.